# Mohammed Ali El Khider
Mohammed Ali El Khider, född 1 januari 1985 i Khartoum, är en sudanesisk fotbollsspelare som spelar för Sudans landslag. Han gjorde Sudans enda mål i afrikanska mästerskapet i fotboll 2008 – ett självmål mot Kamerun. Han spelar för närvarande för Al-Merreikh.